# 세고비아 공작 인판테 하이메
하이메 레오폴도 이사벨리노 엔리케 알레한드로 알베르토 알폰소 빅토르 아카시오 페드로 파블로 마리아 데 보르본 이 바텐베르그(스페인어: Jaime Leopoldo Isabelino Enrique Alejandro Alberto Alfonso Víctor Acacio Pedro Pablo María de Borbón y Battenberg, 1908년 6월 23일 ~ 1975년 3월 20일)는 스페인의 왕족이자 프랑스의 왕위 요구자이다.

## 생애
하이메는 1908년 6월 23일에 스페인 세고비아에 위치한 라그랑하궁에서 스페인의 알폰소 13세 국왕과 빅토리아 에우헤니아 왕비의 둘째 아들로 태어났으며 아스투리아스 공 알폰소의 동생이기도 하다. 어린 시절에 받았던 수술의 영향으로 인해 청각 장애를 앓았다. 1921년에는 황금양양모 기사단 훈장을 받았고 1933년에는 알폰소 13세에 의해 세고비아 공작위를 받았다.
1935년 3월 4일에는 이탈리아 로마에서 프랑스의 귀족 출신인 에마뉘엘 조제핀 드 담피에르(1913년 ~ 2012년)와 결혼하여 두 아들이 태어났으나 1947년 5월 6일에 루마니아 부쿠레슈티에서 이혼하였다. 1941년에 자신의 아버지였던 알폰소 13세가 사망하여 명목상 프랑스 왕위 계승권(명목상 앙리 6세)을 승계받았다.
1949년 8월 3일에는 오스트리아 인스브루크에서 독일의 가수인 샤를로테 루이제아우구스테 티데만(1919년 ~ 1979년)과 재혼하였으나 자식은 낳지 못했다. 1949년 11월 21일에는 하이메의 첫째 아내였던 에마뉘엘 조제핀이 안토니오 소차니와 재혼하였다. 1949년 12월 6일에는 명목상 스페인의 왕위 계승권을 받았고 1964년 5월 3일에는 카를로스파에 의해 마드리드 공작위를 받았다.
하이메는 1969년 7월 19일에 자신의 조카인 후안 카를로스 1세를 스페인의 왕위 계승자로 승인했다. 하이메는 1975년 3월 20일에 스위스 장크트갈렌에 위치한 칸톤슈피탈 장크트갈렌 병원에서 사망하였으며 그의 명목상 왕위 계승권은 장남인 카디스 공작 알폰소가 물려받았다. 하이메의 유해는 스페인 산로렌소데엘에스코리알에 위치한 엘에스코리알에 매장되었다.

## 자녀
| 사진 | 이름   | 생일            | 사망                  | 기타             |
| ---- | ------ | --------------- | --------------------- | ---------------- |
|      | 알폰소 | 1936년 4월 20일 | 1989년 1월 20일(52세) | 슬하 2남         |
|      | 곤잘로 | 1937년 6월 5일  | 2000년 3월 5일(62세)  | 슬하 1녀(사생아) |